# Wartenburg
Wartenburg est une commune de l'arrondissement de Wittemberg, dans l'État de Saxe-Anhalt en Allemagne qui comptait 784 habitants, le 31 décembre 2007. Elle est située à 12 km au sud-est de Wittemberg, la ville de Luther.

## Histoire
Un village du nom de Wardenberch fut fondé en 1176. Ce lieu fut célèbre, lors des guerres de libération de 1813 contre les armées napoléoniennes, quand les généraux von Blücher et Yorck furent victorieux des troupes du général Bertrand, le 3 octobre 1813. Les Russo-Prussiens étaient 16 000 et les Français 6 000 (avec leurs alliés de Saxe, de Bade et du Wurtemberg).
C'est à l'issue de cette bataille, que le général Ludwig Yorck von Wartenburg fut gratifié de la Croix de fer et du titre de comte de Wartenburg.

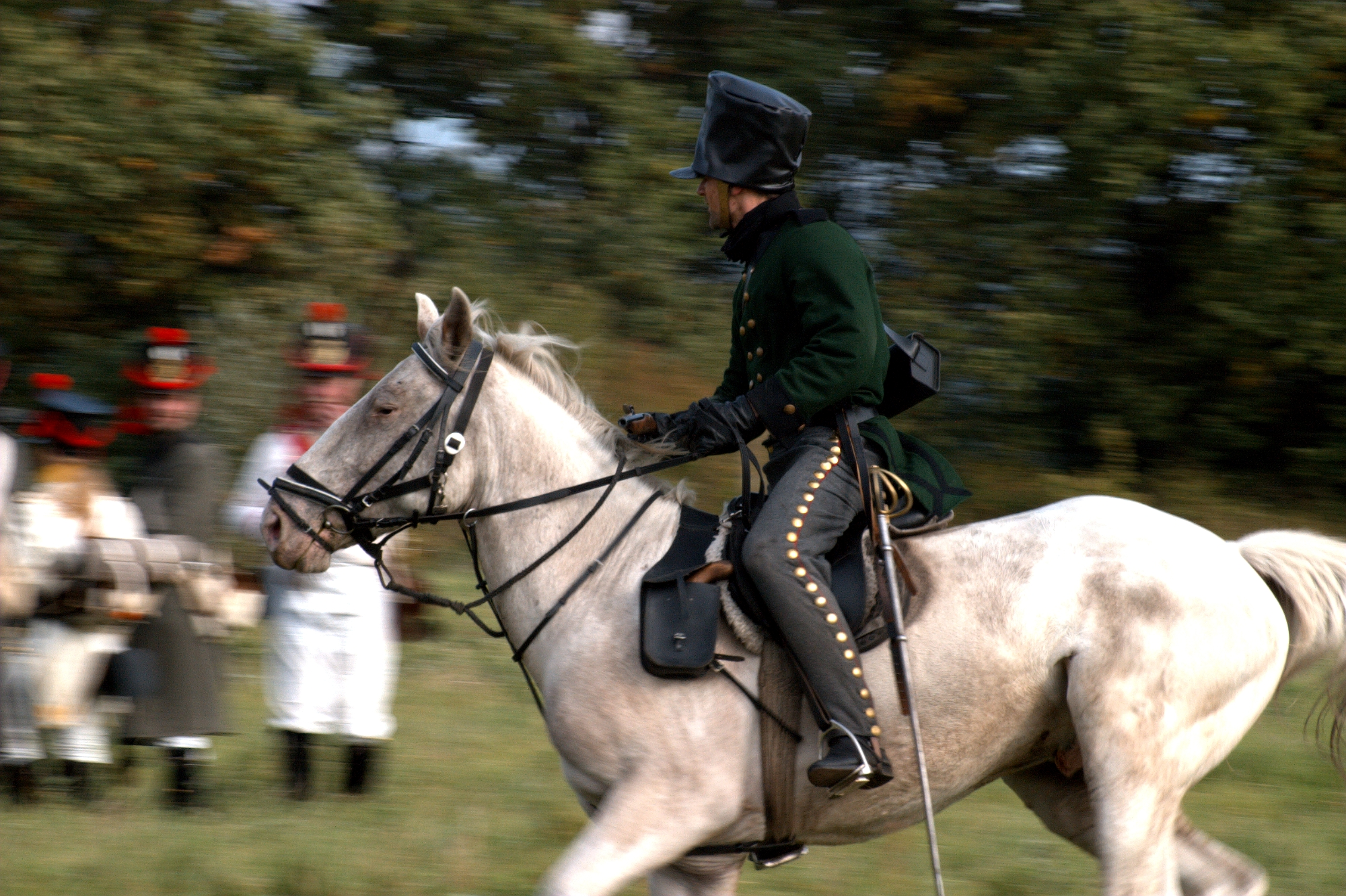
de la bataille